# Bento de Oliveira
Bento de Oliveira Nascimento foi nomeado prefeito do município de Mairiporã em 1946, quando o município ainda chamava-se Juqueri.

## Prefeito de Mairiporã

### Inauguração de governo
No seu primeiro mandato, o município ainda chamava-se Juqueri, por causa do rio que corta o município Foi então que o prefeito Bento de Oliveira Nascimento, realizou um plebiscito para a escolha de um novo nome para o município tendo quatro opções de nome:
- Monte Castelo;
- Mairiporã (do tupi "cidade bonita");
- Ibirati (do tupi "mãe da árvore");
- Tupancy (do tupi "mãe de Tupã", deus do trovão).

O povo se reuniu em frente á janela de um casarão, na esquina da Rua Coronel Fagundes com Avenida Antônio de Oliveira, e o novo nome foi escolhido – Mairiporã. 
Após a população escolher o novo nome para o município, a câmara municipal decidiu autorizar Bento Oliveira a representar o município junto à Assembleia Legislativa do Estado de São Paulo. Conforme o projeto de lei, ele deveria dar conhecimento aos deputados estaduais de que os moradores do município, então chamado Juqueri, desejavam a alteração do nome para Mairiporã.
Foram criadas também as primeiras Comissões da câmara, as quais ficam responsáveis pela manutenção e organização de determinados órgãos necessários mas até então não existentes no município recém-formado,  dentre as quais a Comissão Municipal de Esportes.
E para que o município pudesse ter investimento industrial, o prefeito criou uma lei que deixava isento de impostos as empresas que investiam no município um determinado valor mínimo dado em cruzeiros, moeda corrente da época.

### Instalação das primeiras infraestruturas
No seu segundo mandato, o prefeito Bento de Oliveira trouxe para o município de Mairiporã as primeiras instalações de infraestruturas, dentre as quais destaca-se ao fornecimento de energia elétrica e criação de serviço telefônico municipal.
A primeira empresa a ser contratada para o fornecimento de energia elétrica foi a Empresa Elétrica Bragantina S. A., que ficaria responsável por esse serviço durante a 15 anos estando também isento de qualquer imposto por parte da prefeitura. O projeto da lei ou a lei ficou arquivado em seu aspecto manuscrito.
 

Nesse governo que surgiram as primeiras linhas telefônicas do município e elas eram subordinadas a prefeitura, e todas as intervenções, taxas eram estabelecidas por lei na unidade monetária da época. 